# Kwalificant
Een kwalificant of qualifier is een persoon of team (meestal een sporter of sportploeg) die zich voor het hoofdtoernooi van een evenement weet te plaatsen via een vooraf georganiseerd kwalificatietoernooi.
Bij de tennissport is dit bijna altijd het geval. Ook in andere sporten die via een toernooi worden gespeeld, komt de term voor. Voorbeelden zijn: biljart, badminton en darts.
Kwalificanten zijn doorgaans niet goed genoeg om direct tot het toernooi te worden toegelaten. Aangezien er vaak meer aanbod aan deelnemers dan toernooicapaciteit is, spelen degenen die niet rechtstreeks in aanmerking komen voor het hoofdtoernooi onderling een voortoernooi ("kwalificatietoernooi") waaruit één of meer deelnemers als winnaar uit de bus komen en mogen doorstromen naar het uiteindelijke toernooi.
Het komt voor dat een speler als gevolg van een blessure is afgezakt op de ranglijst die bepaalt of iemand wel of niet rechtstreeks tot een toernooi wordt toegelaten. In sommige van zulke gevallen wordt voor zo'n kandidaat de "protected ranking"-regel toegepast.
Als de speler een favoriet (vaak: landgenoot) is van het desbetreffende toernooi, kan een wildcard worden toegekend. Anderen zullen echter via het kwalificatietoernooi moeten laten zien dat ze wel degelijk het niveau van het hoofdtoernooi bezitten.
Bij andere gelegenheden komt het voor dat een evenement bijna uitsluitend bestaat uit kwalificanten. Een voorbeeld hiervan is het Wereldkampioenschap voetbal. Alle deelnemende landen aan het WK (behalve het organiserende land dat rechtstreeks geplaatst is) dienen zich vooraf te kwalificeren door andere landen uit te schakelen in rechtstreekse confrontaties.
Een goed voorbeeld van een evenement buiten de sport waarin kwalificanten voorkomen, is het Eurovisiesongfestival. Hierin wordt sinds enkele jaren een systeem gehanteerd met een halve finale en een finale. Degenen die in de halve finale uitkomen dienen zich als kwalificant te plaatsen voor de finale.